# نموذج العمل الداخلي للتعلق
نموذج العمل الداخلي للتعلق هو طريقة نفسية تحاول وصف تطور التصوّرات الذهنية، خاصة مدى تقدير الذات، وتوقعات ردود فعل الآخرين. جاء هذا النموذج نتيجة للتفاعلات مع مقدمي الرعاية الأولية التي أصبحت داخلية (أو باطنية)، وبالتالي فهي عملية تلقائية. طبّق جون بولبي هذا النموذج في نظرية التعلق من أجل شرح كيف يتصرف الأطفال وفقًا لهذه التصورات الذهنية، وهو جانب هام من الجوانب العامة لنظرية الارتباط.
توجه نماذج العمل الداخلي السلوك المستقبلي، وتولد توقعات عن كيفية استجابة رموز التعلق لسلوك الفرد، فعلى سبيل المثال، يشير الوالد الذي يرفض حاجة الطفل إلى الرعاية إلى أنه يجب تجنب العلاقات الوثيقة بشكل عام، مؤديًا ذلك إلى أنماط تعلق عسيرة التكيف عند الطفل.

## التأثيرات
يعتبر بولبي الشخصية الأكثر تأثيرًا في فكرة نموذج العمل الداخلي للتعلق، فهو الذي وضع الأساس لهذا المفهوم في ستينات القرن العشرين، وقد تأثّر بكل من التحليل النفسي، وخاصة نظرية العلاقة بالموضوع، وأحدث الأبحاث في علم الأخلاق والتطور ومعالجة المعلومات وقتها.
في نظرية التحليل النفسي، كانت هناك فكرة عن وجود عالم داخلي أو تصوّري (اقترحه فرويد)، واستبطان للعلاقات. وفقًا لفرويد، تتطور المخططات الأولى من التجارب المتعلقة بتلبية الاحتياجات من خلال رمز التعلّق. وجادل بأن التصوّر الذهني الناتج هو نسخة داخلية من عالم خارجي، يُصنع من الذكريات، ويلعب التفكير فيه دور التجربة. اقترح فايربيرن وفينيكوت بأن هذه الأنماط المبكرة من العلاقات ستصبح داخليةً، وستحكم العلاقات المستقبلية.
على أي حال، فقد حظيت الجوانب التطورية الأخلاقية للنظرية باهتمام أكبر. كان بولبي مهتمًا بقلق الانفصال، والترابط عند الحيوانات، ولاحظ أن العديد من سلوكيات الرّضع تتضافر وتهدف إلى الحفاظ على القرب من مقدم الرعاية. واقترح أن أطفال البشر مثل الثدييات الأخرى التي لا بد أن تمتلك نظام سلوك تحفيزي تعلّقي يعزّز فرص البقاء. لاحظت أينسورث التفاعل بين الأم والرضيع، وتوصلت إلى استنتاج بأن الاختلافات الفردية في ردود الفعل على الانفصال لا يمكن تفسيرها ببساطة من خلال غياب أو وجود مقدم الرعاية، بل يجب أن تكون نتيجة لعملية إدراكية.
على أي حال، كان علم النفس المعرفي ما يزال في بدايته عندما طوّر بولبي نظرية التعلّق الخاصة به، وفقط في عام 1967 اقترح نيسر نظرية التصوّر الذهني اعتمادًا على مخططات أدت فيما بعد إلى تطوير نظرية المخطط. وقيل إنه قد تكون هذه المخططات أساس بنية نماذج العمل الداخلي.
صيغ مصطلح نموذج العمل الداخلي في وقت مبكر جدًا من قبل كرايك في عام 1943، وكان ما أطلق عليه اسم نموذج العمل الداخلي نسخة أكثر تفصيلًا وحداثة من فكرة التحليل النفسي للعالم الداخلي. ادّعى بشكل أساسي أن البشر لديهم تصوّر على مدى صغير، أو نموذج للواقع، ولتصرفاتهم المحتملة داخل عقلهم.
باختصار، جدّد بولبي صياغة فرويد حول تطوير العلاقات في مجالات البحث الحديثة (مثل علم الأحياء التطوري، وعلم الأخلاق، ونظرية معالجة المعلومات) مستمدًا فكرة كرايك عن التصورات باعتبارها تشكّلًا مستقلًا بحد ذاتها، واستخدم نماذج ديناميكية، ونظرية بياجيه للتطور المعرفي.

## الوظيفة
هناك العديد من الوظائف المفترضة لنموذج العمل الداخلي للتعلّق، سواء بالنسبة لفكرة أصولها التطورية، أو حالتها الوظيفية الضمنية.
اقترح بوبلي أن سلوك البحث عن القُرب تطوَّر بسبب ضغط الانتقاء، من أجل البقاء. يساعد وجود نموذج عمل داخلي صحي الرضيعَ على الحفاظ على القرب من مقدم الرعاية الخاص به في وجه التهديد والخطر، ويُعد هذا أمرًا هامًا خاصة بالنسبة للأنواع التي تملك فترة تطور كبيرة مثل البشر، بسبب عدم النضج النسبي للرضيع عند الولادة، ستمتلك السلالة التي تنجح في الحصول على علاقة قريبة مع مقدمي الرعاية فرصة أكبر في البقاء. لذلك تكون الرابطة العاطفية الوثيقة مع مقدم الرعاية الصحية أمرًا حاسمًا من أجل الحماية من الأذى الجسدي، بالتالي يتوسط نموذج العمل الداخلي نظرية التعلق. يُطبّق هذا التنظيم من خلال نظام السلوك التحفيزي، محفزًا بذلك الرضع ومقدمي الرعاية للبحث عن القرب. يُنظّم تطبيق الرعاية بشكل خاص من خلال عمليات سلوكية مكمّلة لبحث الرضع عن القرب، على سبيل المثال، يبتسم الطفل، ويشعر البالغ بالثواب كنتيجة.
يخدم امتلاك نموذج داخلي مناسب، أو تصوّر للذات ولمقدم الرعاية، الوظيفةَ التكيفية من أجل ضمان التفسير والتنبؤ المناسبَين، والاستجابة للبيئة. أكّد كرايك أن الكائنات القادرة على تكوين نماذج عمل داخلية معقدة تملك بشكل خاص فرصة أكبر للبقاء. وكلما كان نموذج العمل الداخلي يحاكي الواقع بشكل أفضل، كلما كانت قدرة الفرد على التخطيط والاستجابة أفضل. تبعًا لبولبي، يشكل الأفراد نماذج لكل من العالم، والنفس في داخلهم، لتساعدهم هذه النماذج التي كانت في البداية نتاج لتجارب محددة للواقع في الاهتمام بالعالم وإدراكه وتفسيره في المستقبل، وهو يولّد بدوره توقعات معينة لأحداث مستقبلية ممكنة، مما سينتج عنه سلوك ملائم وحكيم. بالتالي وجود تصورات مناسبة وكافية للذات ولمقدمي الرعاية سيشكل وظيفة تكيفية.
في النهاية، إذا كان الرضيع يستطيع أن يتأكد من وجود رمز تعلق بالقرب منه سيكون أقل عرضة للخوف؛ بسبب وجود قاعدة آمنة يوفرها مقدم الرعاية، مما سيجعل استكشاف البيئة، وبالتالي التعلّم، ممكنًا. يُعد هذا الإحساس بالأمان الهدف الرئيسي لكل نماذج العمل. بحثت أينسورث في ظاهرة القاعدة الآمنة وفي أسلوبها الغريب الذي يستخدم الرضيع فيه أمه كقاعدة آمنة. يوفر نظام التعلق للطفل شعورًا بالأمان بالاعتماد على هذه القاعدة التي تدعم استكشاف البيئة، وبالتالي تدعم الاستقلال، فالطفل المتعلق بشكل آمن سيحقق بدوره توازنًا بين الحميمية والاستقلال، ويتوافق ذلك مع توازن بين نظام التعلق الذي يخدم وظيفة الحماية، واستكشاف البيئة الذي يسهّل التعلم.
يمكن شرح وظيفة أنماط التعلق الأخرى بمصطلح عدم التوازن بين الحميمية والاستقلال، وهو الانشغال بأحد هذه الأهداف أكثر من الآخر. الهدف الأساسي الراسخ هو الحميمية عند الأطفال المنشغلين، والاستقلالية، أو حماية الذات عند الأطفال الرافضين، وفي حالة الطفل الخائف يوجد هدف راسخ متعارض لتحقيق كل من الحميمية والاستقلالية في نفس الوقت، أو طريقة لتجنب الصراع بسبب عدم وجود مرونة نسبية بالمقارنة مع التعلق الآمن.
يعمل نموذج العمل الداخلي بشكل كبير خارج نطاق الوعي، قد تكون هذه الجوانب اللاشعورية مهمة بشكل خاص من أجل وظيفة الحماية الذاتية، وتخدم كآلية دفاعية في وجه نماذج متعارضة، فمثلًا يعمل أحدها في اللاوعي لمنع أي تهديد للذات. يسبب هذا غالبًا تعلّقًا رافضًا ومتجنّبًا، إذ ستؤدي الأفكار المتناقضة لمقدم الرعاية كالحب والإهمال إلى آلية دفاعية، تنطوي على التقليل من الحاجة للحميمية، وعدم الاعتماد على رمز التعلق، والتأكيد على الاستقلالية.